# 팔몰리
팔몰리(이탈리아어: Palmoli)는 이탈리아 아브루초주 키에티도에 있는 코무네이다.